# Hvælvet trugmusling
Hvælvet trugmusling (Spisula subtruncata) er en mellemstor musling, der lever i det østlige Atlanterhav fra Island til Marokko og ind i Middelhavet. Den er almindelig og kan lokalt optræde i store mængder. Den er op til 2,5 centimeter lang og med en karakteristisk trekantet profil.
Hvælvet trugmusling lever nedgravet i sandbund og blødbund i den sublittorale zone.